# Alcántara (métro de Santiago)
Alcantara est une station de la Ligne 1 du métro de Santiago, dans le commune de Las Condes, au Chili.

## Histoire
La station est ouverte depuis 1980, sur une partie de l'extension vers l'est de la ligne 1, qui jusque-là prenait fin à la station Salvador. Le nom de la station provient de l'Avenue Alcantara, située au-dessus de la station; le mot lui-même est d'origine arabe, et dans cette langue signifie « le pont » (القنطرة). Cette rue a été tracée avec ce nom lorsque la zone était encore fondée San Pascual de Gertrudis Echenique, veuve du président Federico Errázuriz Echaurren.